# Hipparchia albifera
Hipparchia albifera är en fjärilsart som beskrevs av Hans Fruhstorfer 1910. Hipparchia albifera ingår i släktet Hipparchia och familjen praktfjärilar. Inga underarter finns listade i Catalogue of Life.